# Jan Boeckhorst
Jan Boeckhorst nebo Johann Bockhorst (kolem 1604 – 21. dubna 1668) byl vlámský barokní malíř a návrhář narozený v Německu. Boeckorst byl všestranným umělcem, maloval obrazy s historickými náměty, žánrové scény a portréty ve stylu ovlivněném třemi předními barokními antverpskými malíři: Peter Paul Rubens, Anthony van Dyck a Jacob Jordaens.

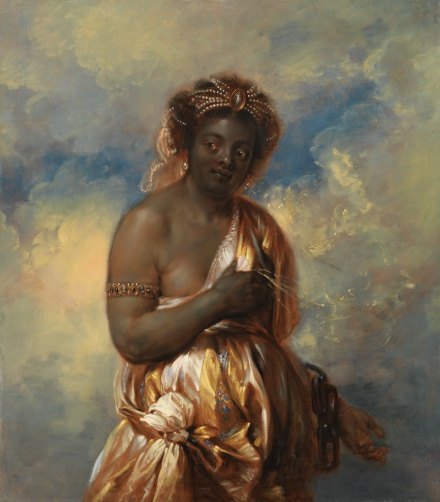
Alegorie Afriky

## Život
Jan Boeckhorst se narodil v Münsteru ve Vestfálsku. V minulosti se udávalo, že se možná narodil v německém Reesu, jako druhý nejstarší z dvanácti dětí. Jeho rodina patřila k münsterské honoraci, otec Heinrich byl jistou dobu starostou města. Jan Boeckhorst se v 17 letech stal knězem jezuitského řádu. Studovat umění začal ve věku 22 let. V roce 1620 se Boeckhorst přestěhoval do Antverp, aby studoval s Petrem Paulem Rubensem. Neexistuje žádný důkaz, že se Boeckhorst skutečně učil u Rubense, pouze prohlášení Rubensova synovce Philipa. Nicméně je zdokumentován blízký vztah mezi umělci během 30. let. Boeckhorst pravděpodobně také krátce spolupracoval s Jordaensem během Rubensova pobytu v Londýně koncem dvacátých let 17. století. V Antverpách byl Boeckhorst pro svou vysokou postavu znám jako Lange Jan (Dlouhý Jan).
V letech 1626 až 1635 dostal Boeckhorst nabídku od zbožného obchodníka Lodewijka De Roomer na zhotovení 26 obrazů v kapli kláštera Falcon v centru města Antverpy nebo v kapli sv. Josefa v klášteře sv. Augustina. Tato díla, na nichž spolupracoval s Janem Wildensem, jsou nyní ztracena. Mezi lety 1627 a 1632 pravděpodobně úzce spolupracoval s Anthonym van Dyckem. V tomto období byl opět zpět v Antverpách po dlouhém pobytu v zahraničí. Tito dva umělci spolupracovali na jednotlivých obrazech zatímco Boeckhorst vytvářel také kopie obrazů van Dycka.

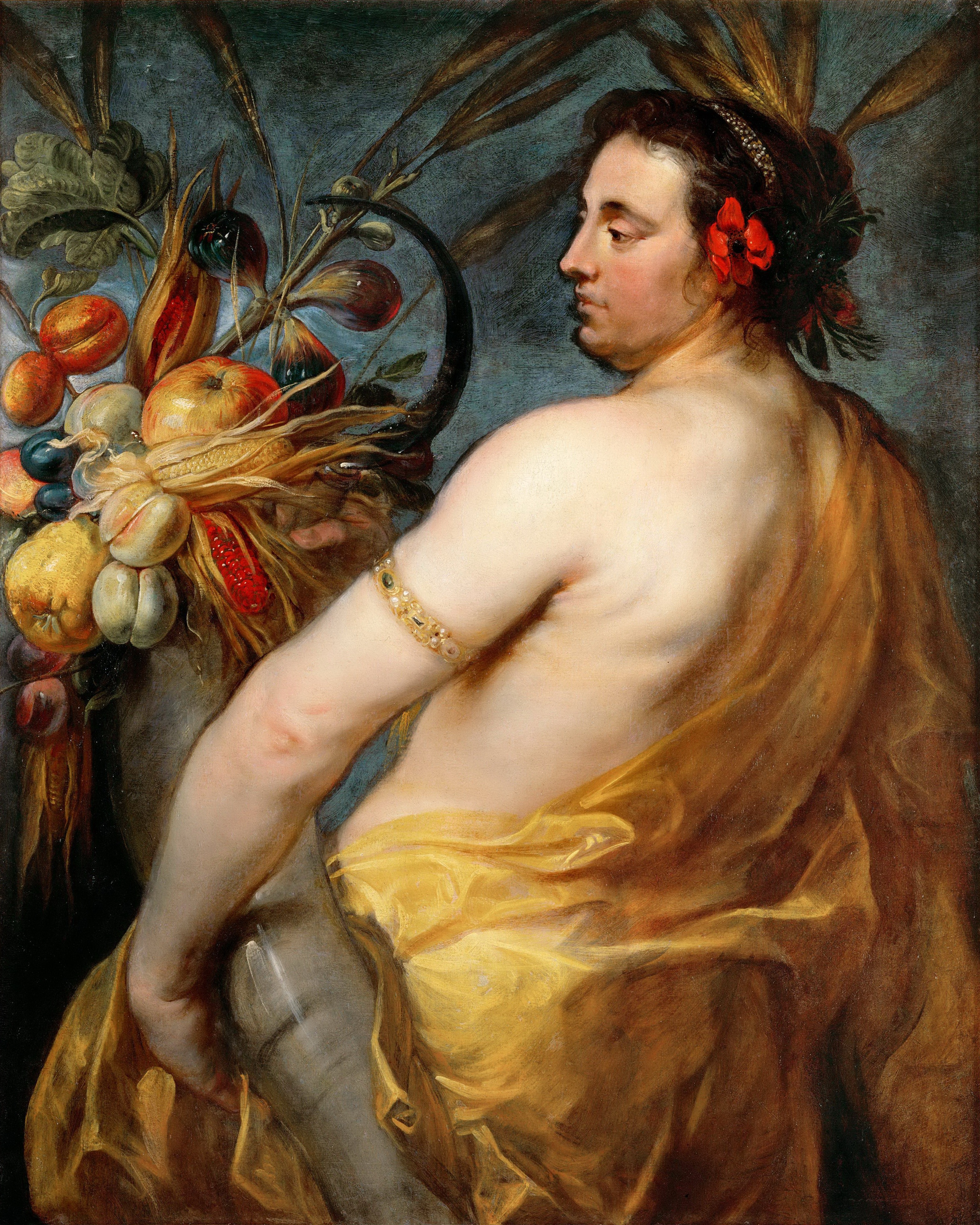
Ceres, alegorie léta

V letech 1633–1634 se Jan Boeckhorst stal členem Cechu svatého Lukáše (Guild of Saint Luke). V polovině třicátých let byl pravidelným spolupracovníkem Petera Paula Rubense. V roce 1635 byl Rubens pověřen prací na dekoracích pro Pompa Introitus (Slavnostní příjezd) nového generálního guvernéra, habsburského Ferdinanda Španělského (1610 – 1641). Pro slavnostní vjezd Broeckhorst přispěl architektonickými prvky Arch of Isabella (Oblouk Isabelly), postavami Securitas a Salus publica ve spolupráci s Gerardem Seghersem a Janem Borchgraefem. V roce 1635 Boeckhorst odcestoval do Itálie. V letech 1636–1638 se vrátil do Antverp a pracoval v Rubensově dílně na velké zakázce mytologických dekorací loveckého pavilonu Torre de la Parada španělského krále Filipa IV. nedaleko Madridu. Pro tento projekt Jan Boeckhorst maloval dekorace podle olejových Rubensových skic.

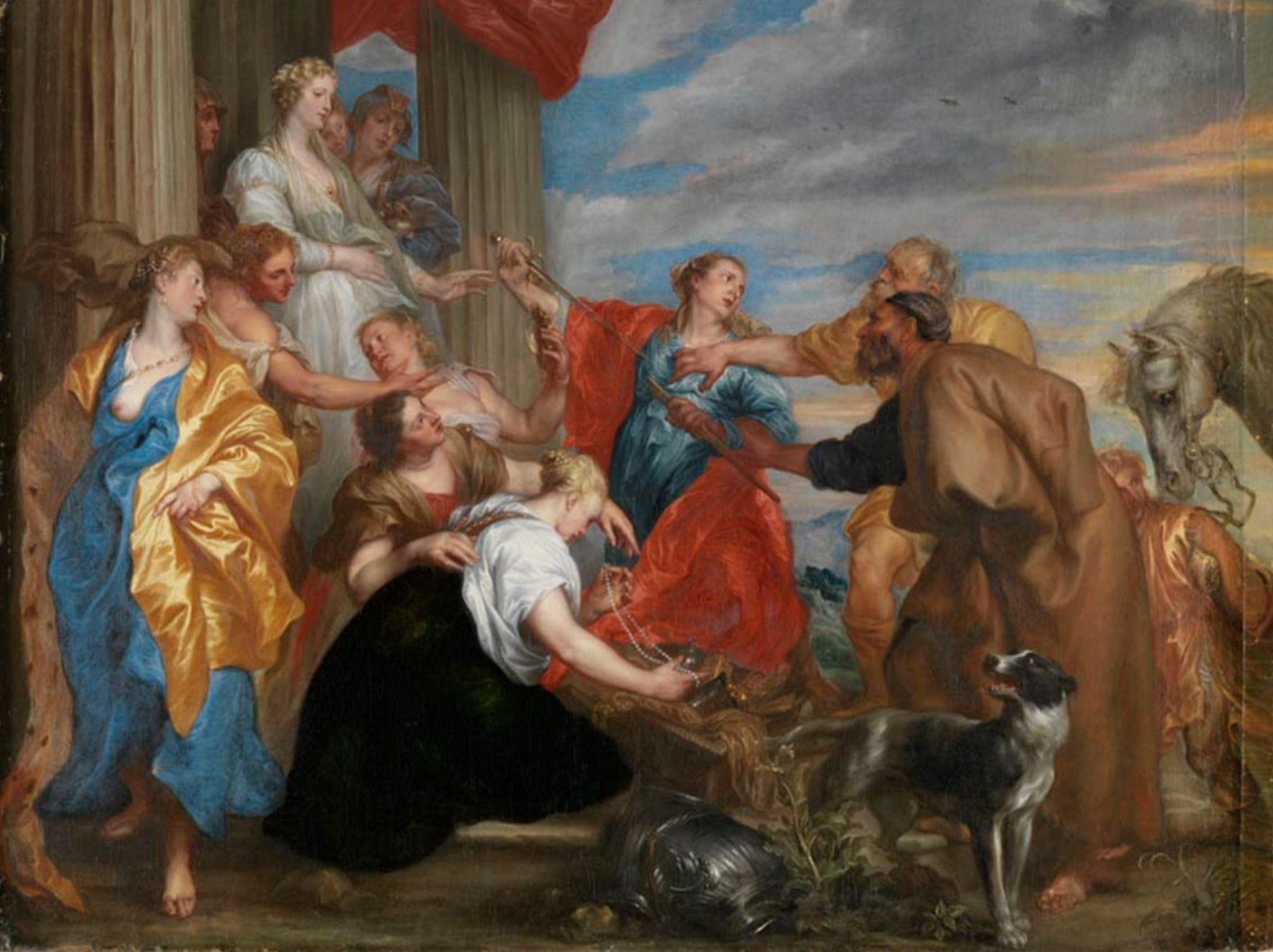
Achilles mezi dcerami Lykomediovými

V roce 1639 odcestoval Boeckhorst znovu do Itálie, do Říma. Tam se pravděpodobně připojil k okruhu holandských a vlámských umělců známých jako Bentvueghels. Členové spolku dostávali přezdívky. Boeckhorstova přezdívka byla možná Doktor Faustus. Datum jeho návratu do Antverp není jisté a odhady se liší, někdy mezi lety 1639 až 1649. Je známo, že po smrti Rubensově v roce 1640 dokončil Boeckhorst několik jeho nedokončených prací. Po návratu do Antverp získal několik zakázek od náboženských institucí ve Flandrech, včetně kostela Saint James Church (Svatý Jakub) v Bruggách a kostela Saint Michael's Church (Svatý Michal) a Saint James Church (Svatý Jakub) v Gentu. Jan Boeckhorst zemřel 21. dubna 1668 v Antverpách, kde byl pohřben v kostele Sv. Jakuba. Jeho velká sbírka byla po jeho smrti rozprodána. Prodej trval šest dní a vynesl 6026 guldenů. Jeho sbírka obsahovala kompletní soubor raných Rubensových kreseb.

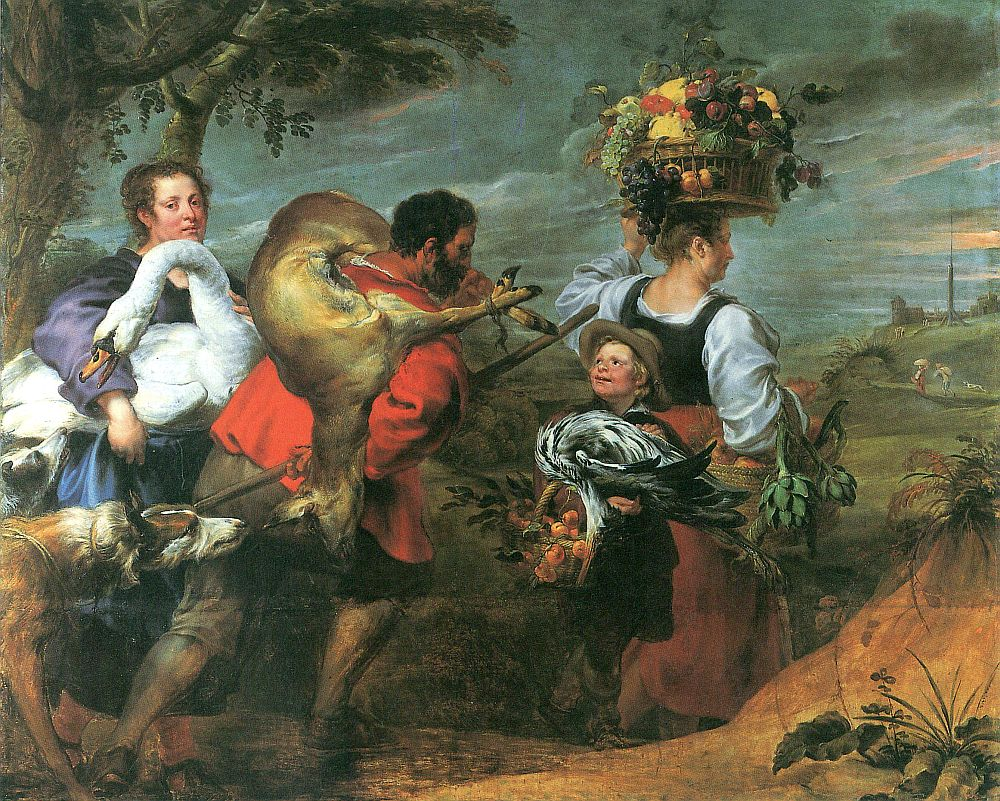
Rolníci jdoucí na trh

## Dílo

### Samostatné
Boeckhorst byl všestranný malíř, maloval obrazy s historickými, náboženskými a mytologickými tématy. Pracoval jako designér tapisérií. Je známo, že navrhl osm tapiserií s tématy z mýtů o Apollónovi. Museum Mont-de-Piété v Bergues vlastní osm přípravných kreseb pro tuto řadu tapisérií. Pracoval také pro některá antverpská vydavatelství. Počátkem roku 1650 vytvořil návrhy pro Roman Breviary (Latin: Breviarium Romanum), knihu liturgických textů, a devět návrhů dekorativních okrajů pro Missale Romanum. Rytiny provedl Cornelius Galle II. a publikované v Plantin Press (jedno z center knihtisku v Antverpách 16. století). Mezi roky 1646 a 1660 existují pouze tři podepsané a datované obrazy a pět obrazů pocházejících z let 1659–1666. První podepsaná malba, Madonna and Child with Saint John (Madona a dítě se svatým Janem) pochází z roku 1646, asi 20 let po jeho příjezdu do Antverp. Kvůli pouze několika málo podepsaným obrazům je obtížné s jistotou přiřadit díla tomuto malíři. Autorství některých je historiky dodnes zpochybňováno.

### Spolupráce
Stejně jako jiní malíři v Antverpách také Boeckhorst často spolupracoval na kompozicích s jinými umělci. Krajinář Jan Wildens, Jan Brueghel mladší, malíř zátiší Frans Snyders. Příkladem je obraz Rolníci jdoucí na trh, na kterém spolupracoval s Fransem Snydersem. Tato žánrová scéna, která také působí jako alegorie čtyř prvků, je monumentální, obraz má výšku 217,5 cm a šířku 272,5 cm a vykazuje vliv Jacoba Jordaense. Boeckhorst možná spolupracoval i na girlandách. Girlandy - ozdobné věnce či šňůry, obvykle používané při slavnostních příležitostech. Girlandy bývaly zavěšeny kolem krku osob nebo jako ozdoba předmětů, vánočních stromků. Původně byly girlandy vyrobeny z květů nebo listů. Girland obrazy jsou zvláštní typ zátiší vyvinutý v Antverpách Janem Brueghelem starším ve spolupráci s italským kardinálem Federico Borromeo na začátku 17. století. Žánr byl původně spojen s vizuálními obrazy hnutí protireformace a typicky zahrnoval spolupráci mezi malířem obrazu a malířem zátiší. Žádná spolupráce s Boeckhorstem na girlandových malbách nebyla s jistotou zjištěna. Existuje domněnka, že upravil některá díla Rubense, například Rubensovu tronii (tronie – holandský výraz pro obličej ze 16.–17. století je styl, který zobrazuje přehnaný výraz obličeje nebo oblečení), kterou Rubens namaloval kolem roku 1613: Král David hrající na harfu. Druhá Rubensova tronie z roku 1616/17 Profil vousatého muže s bronzovou figurkou byla Boeckhorstem upravena kolem roku 1640/41 do formátu busty. Možná také rozšířil Rubensovo Rise of the Blessed. Na žádost Jana Wildense vytvořil přívěsek s motivem Pád zatracených. Zdá se, že po roce 1630 tato spolupráce skončila.

### Portréty

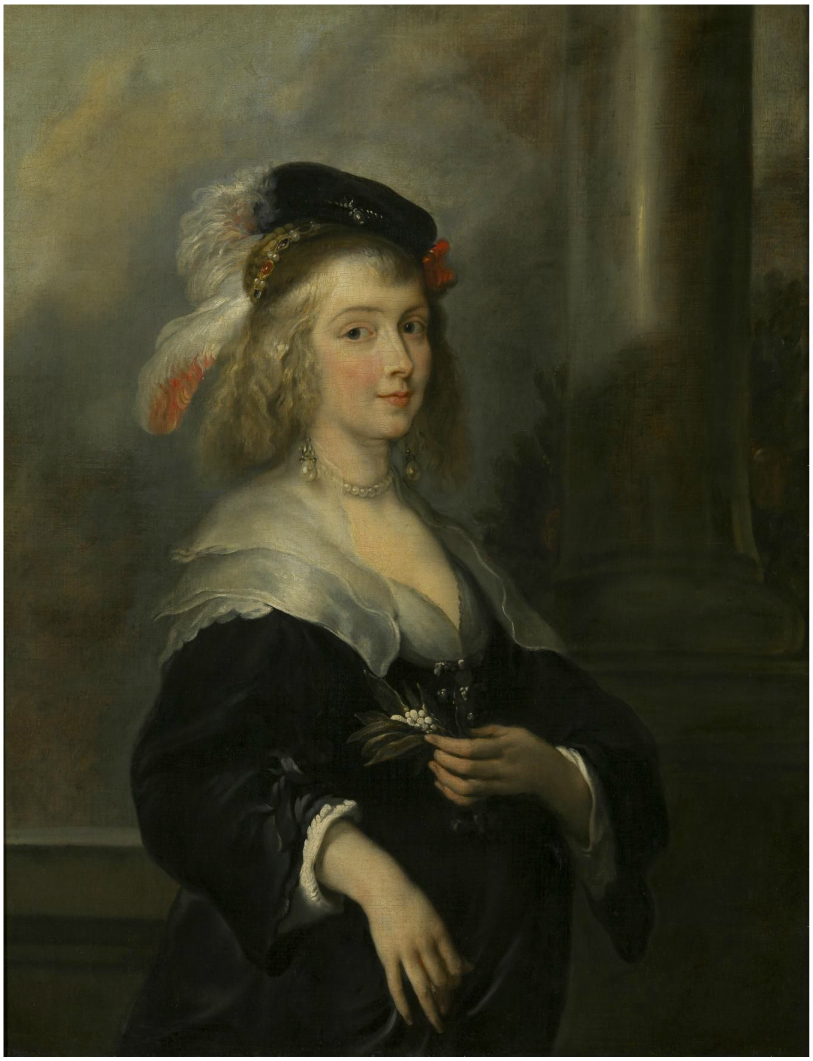
Portrét Heleny Fourment

Boeckhorstovy portréty jsou ovlivněny malíři Anthony van Dyckem a Cornelisem de Vos, dvěma velkými portrétisty první poloviny 17. století. Příležitostně maloval i skupinové portréty. Některé z jeho velkých skupinových portrétů, například Portrait of a Family (Portrét rodiny) jsou ve stylu Cornelise de Vos, ale mají více živosti a spontánnosti. Jeho skupinové portréty kladou důraz na ctnost silných rodinných vazeb, tzv. Concordia familiae – rodinnou harmonii. Své modely Boeckhorst zobrazoval neformálním, spontánním a živým způsobem, často s drapériemi v pozadí.

### Pozdější práce
Mezi lety 1650 a 1660 maloval oltářní obrazy pro kostely po celém Vlámsku a také navrhoval tapisérie.